# Lauri Pilter
Lauri Pilter (Pseudonym Larats Pilter, * 15. Oktober 1971 in Tallinn) ist ein estnischer Schriftsteller, Übersetzer und Literaturwissenschaftler.

## Leben
Pilter machte 1989 Abitur und nahm danach ein Studium der englischen Philologie an der Universität Tartu auf. Das Studienjahr 1990–1991 verbrachte er in den USA, anschließend setzte er sein Studium mit einigen Unterbrechungen in Tartu fort. 2002 erlangte er den Bachelor und 2004 den Master mit der Arbeit Southern gothic: the development of the depiction of violence and spiritual degeneration in the works of William Faulkner and Cormac McCarthy. Im Jahr 2009 verteidigte er in Tartu seine Doktorarbeit zum Thema The comic and the tragicomic in the works of William Faulkner.
Lauri Pilter war kurzzeitig Gymnasiallehrer in Pürksi und von 1998 bis 2007 als freiberuflicher Übersetzer tätig. Seit 2007 arbeitet er als Lektor für Weltliteratur und Wissenschaftler an der Universität Tartu. Er lebt in Tartu und ist seit 2012 Mitglied des Estnischen Schriftstellerverbands.

## Werk
Lauri Pilter debütierte mit Kurzgeschichten in den Zeitschriften Vikerkaar und Looming und legte 2004 seinen ersten Roman vor. Lohejas pilv ('Die Drachenwolke') wurde mit dem Debütpreis ausgezeichnet und von der Kritik sehr gelobt. Der Entwicklungsroman handelt von einer Hauptperson, die von dem Wunsch besessen ist, Jude zu werden. Durch „die intensive Befassung mit dem Judentum war dieses Buch etwas Besonderes, da diese Dimension in der estnischen Literatur bislang weitgehend fehlte“. Auch seine späteren Werke wurden gut aufgenommen und bisweilen schlicht mit „Verflucht gut geschrieben!“ oder „einfach gute Literatur“ kommentiert.
Außer aus dem Englischen hat Pilter auch aus dem Italienischen, Russischen, Schwedischen und Norwegischen übersetzt. Zu den von ihm übersetzten Autoren gehören neben William Faulkner und Cormac McCarthy auch Philip Roth, Thomas Wolfe, Mark Twain, Jeremy Gavron, John Barnie, Giovanni Boccaccio und Willard Van Orman Quine.

## Auszeichnungen
- 2004 Betti-Alver-Debütpreis
- 2004 Friedebert-Tuglas-Novellenpreis

## Bibliografie
- Lohejas pilv ('Die Drachenwolke') Tallinn: Tuum 2004. 204 S.
- Retk rahemäkke ('Ausflug auf den Hagelberg'). Tallinn: Tuum 2010. 152 S.
- Uncle Endel's Grendel, and Other Stories. Charleston: Amazon 2011. 96 S.
- Aerudeta köisraudteel ('Ohne Ruder auf der Standseilbahn'). Charleston: s.n. 2012. 168 S.
- Vilekoor ja teisi jutte ('Pfeifkonzert und andere Geschichten'). Tallinn: Tuum 2014. 152 S.